# Старых, Виталий Валерьевич
Вита́лий Вале́рьевич Стары́х (род. 11 августа 1970 года, Москва) — российский радио- и телеменеджер, радиоведущий, музыкальный журналист, продюсер, бывший программный директор М-Радио и Радио Romantika.

## Биография
Родился 11 августа 1970 года в Москве.
В 1987 году окончил московскую школу № 173 (ныне № 1286). В 1994 году окончил факультет прикладной математики Московского Университета Электроники и Математики (МИЭМ).
В октябре 1992 года пришёл на Радио Maximum диджеем. С августа 1994 года, с приходом на радиостанцию Михаила Козырева, стал ведущим первого в России утреннего шоу. Помимо Виталия Старых, в утреннем эфире с 7:00 до 11:00 работали Олег Чертков (ведущий новостей) и Михаил Решетов (ведущий спортивных новостей). В это время Виталий Старых совмещает работу ведущего и музыкального редактора радиостанции. С 1 января 1994 года — заместитель программного директора Радио Maximum. Соорганизатор первых двух фестивалей Максидром в «Олимпийском»(1995 и 1997 годов).
В этот период -  с 1994 по 1998 годы - в радиоэфире впервые зазвучали песни групп Чиж & Co, Сплин, Мумий Тролль, Тараканы!, Король и Шут.
С приходом на радиостанцию программного директора Михаила Эйдельмана в 1998 году из-за творческих разногласий уходит с радио Максимум.
В январе — апреле 1999 года — программный директор М-Радио.
С апреля 1999 по май 2002 года — руководитель музыкальной редакции радиостанции Европа Плюс, музыкальный редактор.
Принимал участие в качестве эксперта в телепрограмме «Земля-Воздух» на телеканале ТВ-6, затем ТВС, в программе «12 злобных зрителей» на «MTV Россия».
В мае 2002 года вместе с Юрием Аксютой по приглашению Бориса Зосимова переходит на Хит FM. Один из авторов концепции перезапуска Хит FM в сентябре 2002 года со слоганом «Новый хит — новый ХитFM».
С начала 2012 года — программный директор Радио Romantika. Продюсер благотворительных радиомарафонов «Мы вместе» совместно с программой поддержки приемных семей «Ванечка»(2015), «День детства» совместно с благотворительным фондом поддержки детей с особенностями развития «Я есть!» (2016) и «Дари добро!» совместно с благотворительным фондом «Бюро Добрых Дел»(2017)
С мая 2014 по май 2015 года занимался обновлением музыкального контента радио Юмор FM.
В период с 2006 по 2016 год сотрудничал с краснодарской радиостанцией «Радио 107».
С мая 2018 года — музыкальный редактор в телевизионном холдинге Bridge Media. В разное время реорганизовывал и был музыкальным редактором телеканалов Bridge TV, Bridge HD, Bridge TV Classic, Bridge TV Deluxe, Bridge TV Шлягер. При непосредственном участии Виталия Старых запускались телеканалы Bridge TV Deluxe (2019) и Bridge TV Шлягер (2020). Телеканал Bridge TV Шлягер удостоился специального приза Национальной премии в области спутникого, кабельного и интернет телевидения «Золотой луч» как «Открытие года».

## Места работы
Радио Maximum — 1992—1998
М-Радио — 1999
Радио Европа Плюс — 1999—2002
Радио Хит FM — 2002—2012
Радио Romantika — 2012—2017
Радио Юмор FM — 2014—2015
телевизионный холдинг BridgeMedia — 2018-

## Награды
- 1996 — Национальная премия «Овация» за фестиваль «Максидром» как лучший фестиваль 1995 года;
- 2017 — Премия «В союзе слова и добра» за Благотворительный радиомарафон «День детства»на Радио Romantika;[13]
- 2021 — Специальный приз Национальной премии в области спутникого, кабельного и интернет телевидения «Золотой луч» (Телеканал Bridge TV Шлягер — Открытие года)[14]

## Семья
Женат. В браке со Старых Юлии Владимировной с 1989 года. Двое детей: Анастасия и Андрей.